# Сезон атлантичних ураганів 1983 року
Сезон атлантичних ураганів 1983 року був найменш активним сезоном ураганів в Атлантиці з 1930 року. Сезон офіційно розпочався 1 червня 1983 року і тривав до 30 листопада 1983 року. Ці дати умовно розмежовують період кожного року, коли в Атлантичному басейні формується більшість штормів. Сезон мав дуже низьку активність, було лише сім тропічних депресій, чотири з яких досягли сили тропічного шторму або навіть вище. Це призвело до найнижчої накопиченої енергії циклону з 1977 року, але не з 1914 року.
Сезон почався пізніше звичайного, перша тропічна депресія утворилася 23 липня, друга — 27 липня. Ттропічні депресії не посилилися, і незабаром після цього вони розсіялися. Ураган «Алісія» сформувався як Тропічна депресія  15 серпня, швидко переріс в ураган 16 серпня і досяг берега Техасу 18 серпня. Алісія спиричинила у Техасі  збитків на 3 мільярди доларів. Ураган Баррі утворився 25 серпня, перетнув Флориду і переріс в ураган. Баррі вийшов на сушу біля кордону Мексики та Сполучених Штатів і розсіявся над землею 30 серпня.

Ураган Шанталь, третій і останній ураган 1983 року, утворився 10 вересня. Він переріс в ураган, але залишився в морі, і був поглинений фронтальною системою 15 вересня. Шоста тропічна депресія утворилася 18 вересня і спричинила сильні дощі в Карибському басейні, а 20 вересня перетворилася на хвилю. Тропічний шторм Дін був останнім штормом сезону, який виник 26 вересня. Спочатку він простягався на північ, досягнувши максимуму на 65 миль/год (100 км/год) вітру, і 29 вересня він зійшов на півострів Дельмарва. Він розсіявся над узбережжям Вірджинії наступного дня.

## Сезонні прогнози
Прогнози активності ураганів публікуються перед кожним сезоном ураганів відомими експертами з ураганів, такими як доктор Вільям М. Грей та його колеги з Університету штату Колорадо (CSU). Нормальний сезон, згідно з визначенням Національного управління океанічних і атмосферних досліджень (NOAA) у період з 1981 по 2010 рік, має приблизно 12 названих бурі, з 6 тих, хто досяг статусу урагану. Приблизно 3 урагани посилюються до великих ураганів, які є тропічними циклонами, які досягають принаймні категорії 3 інтенсивності за шкалою Саффіра–Сімпсона.
23 липня 1983 року синоптики CSU передбачили, що після повільного початку сезону розвинеться загалом вісім тропічних штормів, а п’ять із них досягнуть статусу ураганів. У прогнозі не уточнюється, скільки ураганів досягнуть статусу великого урагану. CSU заснував цей прогноз на поточній події Ель-Ніньйо, тиску на рівні моря та вітрових течіях. Однак прогноз, опублікований CSU, виявився занадто високим: до кінця сезону утворилися лише чотири названі шторми, а три з них досягли статусу урагану.

## Сезонний підсумок

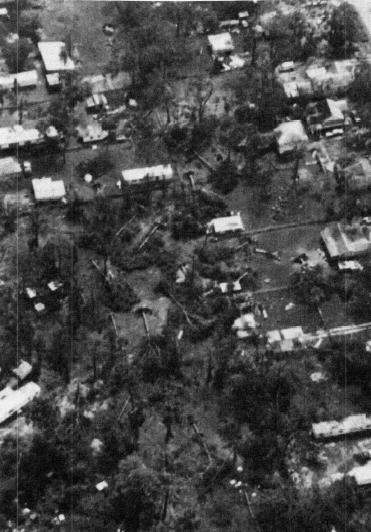
Пошкодження, спричинені торнадо або мікроспалахом у зв’язку з ураганом «Алісія» в окрузі Галвестон, штат Техас

Сезон, який почався 1 червня і закінчився 30 листопада , був дуже неактивним через сильний зсув вітру на верхніх рівнях. Зсув вітру був надзвичайно сильним у всьому Карибському басейні та відкритій Атлантиці та порушив конвекцію в районах зі спотвореною погодою, тому вони не могли розвиватися. Більше 60 Африканських систем сформувалися і просунулися на захід, але коли вони досягли Малих Антильських островів, вони легко розчинилися. Єдина область, де зсув був мінімальним — регіон, що охоплює Мексиканську затоку й Атлантику на північ від Багамських островів і на схід від Флориди — це місце, де розвивалися чотири названі шторми. Іншим фактором, що вплинув на низьку кількість штормів, міг бути спад Ель-Ніньйо 1982–83 років. Загальна кількість сезону з чотирьох названих штормів була найменшою в епоху супутників, тоді як сезон 1983 року був найменш активним з 1930 року, коли було лише три шторми. Цей і попередній сезони стали першим прикладом двох років поспіль, коли в Карибському басейні не було жодного шторму з початку достовірного обліку. Крім того, сезон 1983 року став першим в історії, коли система не досягла інтенсивності тропічного шторму на південь від 25° північної широти.
У 1983 році Національний центр спостереження за ураганами також вперше опублікував числову ймовірність виходу на сушу. Імовірності були розраховані для попередніх штормів для використання у видачі ураганних годинників і попереджень, але це був перший раз, коли необроблені числові ймовірності були опубліковані для громадськості. Виявлені ймовірності були точними під час Алісії, вказуючи на те, що Галвестон і навколишні частини верхнього узбережжя Техасу були найбільш вірогідною територією для удару.
Тропічний циклогенез почався 23 липня, коли Перша Тропічна Депресія утворилася над глибокою Атлантикою. Після перетину Навітряних островів депресія розсіялася над східною частиною Карибського моря 28 липня. Коли попередня система просувалася через Карибський басейн, 27 липня утворилася ще одна депресія на південному заході від островів Кабо-Верде. Депресія перетнула Атлантику в напрямку заходу-північного заходу і також не досягла інтенсивності тропічного шторму перед тим, як розсіятися біля північних Підвітряних островів 2 серпня. Пізніше в серпні почалися урагани Алісія та Баррі. Перший також став найінтенсивнішим тропічним циклоном сезону, досягнувши піку як 3 Категорія ураганів з максимальною стійкістю вітру 115 миль/год (185 км/год). [2] Алісія спричинила 21 смертельних випадків і приблизно 3 мільярди доларів збитків, переважно в Техасі. У вересні утворилися три тропічні циклони – ураган Шанталь, шоста тропічна депресія та тропічний шторм Дін. Розсіювання Діна 30 вересня ознаменував кінець активності тропічного циклону. [2]
Сезонна активність була відображена дуже низьким рейтингом накопиченої енергії циклону (ACE) 17, одним із найнижчих за всю історію , який класифікується як «нижче норми». ACE – це метрика, яка використовується для вираження енергії, яку споживає тропічний циклон протягом свого існування. Тому шторми, які тривають довго, а також особливо сильні урагани мають високі ACE. Він розраховується лише для повних консультацій щодо тропічних систем на рівні 39 або вище миль/год (63 км/год), що є порогом для інтенсивності тропічного шторму.

## Системи

### Тропічна депресія один
Тропічна депресія один розвинулась приблизно на півдорозі між Французькою Гвіаною та островами Кабо-Верде 23 липня. [2] Національний центр спостереження за ураганами вказував на можливість посилення депресії в тропічний шторм у повідомленнях ЗМІ, але зсув вітру на верхніх рівнях заважав будь-якому розвитку. Наприкінці 28 липня депресія розсіялася над східними Карибськими островами. [2]

### Друга тропічна депресія
Зона порушеної погоди, організована в тропічну западину на південний захід від островів Кабо-Верде 27 липня. Депресія рухалася в основному на захід-північний захід через глибоку Атлантику протягом кількох днів, [2] але не змогла значно посилитися через сильний зсув вітру на верхніх рівнях. 2 серпня депресія розсіялася біля північних Підвітряних островів.

### Ураган Алісія
Система, яка стане ураганом "Алісія", виникла із західного кінця фронтального жолоба, який простягнувся від Нової Англії до Мексиканської затоки. Супутникові знімки показали мезомасштабну область низького тиску, яка перемістилася від узбережжя Алабами та Міссісіпі поблизу жолоба і, можливо, була системою-попередницею Алісії. Тиск у Мексиканській затоці був високим і залишався високим на ранніх стадіях розвитку. 15 серпня корабель зафіксував мінімальний тиск 1015 мілібар (29,99 inHg ), коли систему було оновлено до тропічного шторму Алісія. З високим тиском навколишнього середовища Алісія залишалася невеликою системою.
Кермові течії над Алісією залишалися слабкими протягом усього шторму. Проте на північ від штормів, що розвиваються, добре сформувався хребет. З коливаннями тиску Алісія почала дрейфувати на захід 16 серпня. Це було недовго, оскільки Алісія повернула на північний захід у бік Техасу. Протягом періоду з 16 по 18 серпня над Алісією утворився антициклон, який разом із повільним рухом над теплими водами спричинив швидке посилення Алісії. Тиск в Алісії зменшувався на один мілібар на годину в 40 годин до приходу на сушу. Алісія досягла максимуму в 115 миля/год (185 км/год) при вітрі і 962 мілібар (28,39 дюйм рт. ст.) при тиску 18 серпня. Алісія висадилася біля Галвестона 18 серпня як Категорія 3 ураган. Алісія швидко слабшала над сушею та прискорювалася над Середнім Заходом, перш ніж розсіятися над Небраскою 21 серпня 

Коли Алісія рухалася на північ, залишки спричинили помірні та сильні опади в кількох штатах. Х'юстон зазнав серйозних пошкоджень, у тому числі тисячі розбитих скляних шибок із хмарочосів у центрі міста. Загалом Алісія вбила 21 людей і спричинив 3 мільярди доларів  (1983 доларів США) у збиток.

### Ураган Баррі
Ураган «Баррі» виник внаслідок тропічного хвилювання, яке покинуло північно-західне узбережжя Африки 13 серпня  Більшу частину сезону північно-західна тропічна частина Атлантичного океану мала високий зсув вітру, який гальмував розвиток систем. Через ці умови збурення не могло посилитися до 22 серпня, коли воно наближалося до Багамських островів. Слабка западина перемістила збурення в область слабкого зсуву вітру, і збурення посилилося до Четвертої тропічної депресії ввечері 23 серпня. Депресія була на північному сході від північних Багамських островів, де вранці 24 серпня вона переросла в тропічний шторм Баррі 

Згодом тропічний шторм «Баррі» повернувся на захід у зону посиленого зсуву вітру та швидко ослаб. Він зміг приземлитися поблизу Мельбурна, Флорида, вранці 25 серпня як тропічний шторм зі швидкістю 45 миль/год, перш ніж ослабнути до тропічної депресії над Флоридою. Після того, як тропічна депресія Баррі вийшла з центральної Флориди, вона все ще відчувала тиск сильних вітрів. Депресія увійшла в центральну частину Мексиканської затоки і, звиваючись на захід протягом дня або близько того, повернулася до сили тропічного шторму. Недалеко від узбережжя Мексики 28 серпня «Баррі» швидко переріс у ураган, незадовго до того, як вдень обрушився на сушу біля Матамороса. Перед виходом на сушу Баррі досяг максимуму з 80 миля/год (130 км/год) вітру і тиску 986 мілібар (29.11 inHg ). Залишки швидко розсіялися над Сьєрра-Мадре Орієнталь 29 серпня 
Депресія перемістилася в межах 100 миль (160 кілометрів) Бермудських островів і повільно посилювалась  Пізно того дня п’ята тропічна депресія посилилася до 40 миля/год (65 км/год) шторм і отримала назву Шанталь. Шанталь швидко посилилась, посилившись до урагану ввечері 11 вересня. Потім вона повернула на схід і отримала слабкий потік перисто-хмарного верхнього рівня. Протягом наступних 24 років структура системи мало змінилася годин, перш ніж Шанталь втратила організацію та була понижена до тропічного шторму в ніч на 12-те.

За ніч уся конвекція в Шанталі розвіялася, і швидкість руху зменшилася, коли вона рухався на північ. Фронтова система притягнула і поглинула залишки Шанталь до ночі 14 вересня. Вплив на Бермудські острови був мінімальним, на острові вітри були лише до 20 миля/год (30 км/год) і кілька гроз. Проте Шанталь генерувала набряки 30–40 футів (9–12 м) офшор.
 
Шоста тропічна депресія утворилася 18 вересня від тропічної хвилі. [2]  Депресія спричинила сильні опади на Малих Антильських островах  перед тим, як перетворитися на відкриту тропічну хвилю 20 вересня поблизу Домініканської Республіки. [2] 

### Тропічний шторм Дін
Тропічний шторм Дін виник із фронтальної смуги хмар, яка перемістилася від східного узбережжя Сполучених Штатів 22 вересня  Протягом наступних кількох днів група стала нерухомою від Багамських островів до Бермудських островів. У цей період 1035 р мілібар (30,56 inHg ) осередок високого тиску заселився над північним сходом Сполучених Штатів. Це призвело до сильного градієнта тиску та вітру майже штормової сили вздовж східного узбережжя.
Низька циркуляція утворилася з фронтальної смуги хмар 26 вересня близько 460 милі (740 км) на схід від центральної Флориди. Діна вперше ідентифікували вдень 26 вересня як субтропічний шторм. 27 вересня в Дін був відправлений розвідувальний рейс ВПС, який повідомив лише про вітер 35 миля/год (55 км/год) на 23 миль (37 кілометрів) від центру. Тиск 999 мілібар (29,50 inHg) вказує на те, що Дін посилювався, прямуючи на північ. Крім того, супутникові знімки показали, що субтропічний циклон виходить із хмари. Ці дані також показали, що шторм набирав тропічних характеристик і отримав назву Дін у другій половині дня 27 вересня 

Вітри Діна досягли піку в 65 миля/год (105 км/год) 28 вересня, коли він рухався на північ. Циркуляція Діна повернулася на північний захід 29 вересня, потім досягла півострова Делмарва і розсіялася над сушею 30 вересня  Попередження про шторм надійшли від Північної Кароліни до Род-Айленда спільно з Діном. Дін спричинив поширення дощу від кордону Північної Кароліни та Вірджинії аж до Нової Англії. Вірджинія повідомила про дощі 1 дюйм (25,4 мм) з 3 дюйми (76,2 мм) на межі. Максимальна кількість дощів становила 4,62 дюйми (117 mm) на Cockaponset Ranger Station у Коннектикуті. Збиток обмежився незначною ерозією пляжів і повенями вздовж частини штатів Середньоатлантичного узбережжя.

## Назви бурі
Наступний список назв використовувався для названих штормів, які сформувалися в Північній Атлантиці в 1983 році  Імена, які не вийшли з цього списку, були використані знову в сезоні 1989 року. Цей рік став першим використанням цього списку назв у басейні Північної Атлантики. Імена Алісія, Баррі, Шанталь і Дін були використані вперше (і єдиний, у випадку Алісії) раз цього року.
| - Алісія - Баррі - Шанталь - Дін - Erin (невикористаний) - Felix (невикористаний) - Gabrielle (невикористаний) | - Hugo (невикористаний) - Iris (невикористаний) - Jerry (невикористаний) - Karen (невикористаний) - Luis (невикористаний) - Marilyn (невикористаний) - Noel (невикористаний) | - Opal (невикористаний) - Pablo (невикористаний) - Roxanne (невикористаний) - Sebastien (невикористаний) - Tanya (невикористаний) - Van (невикористаний) - Wendy (невикористаний) |

### Вихід на пенсію
Навесні 1984 року на 6-й сесії Комітету ураганів РА IV Всесвітня метеорологічна організація виключила ім’я Алісія зі своїх змінних списків імен через кількість збитків і смертей, які воно спричинило, і воно більше не використовуватиметься для інших Атлантичний ураган. У сезоні 1989 року Алісія була замінена Еллісон.

Це таблиця штормів у 1983 році та їх виходу на сушу, якщо такі були. Смертні випадки в дужках є додатковими та непрямими (прикладом непрямих смертей може бути дорожньо-транспортна пригода), але все одно пов’язані зі штормом. Пошкодження та смертельні випадки включають загальні показники, коли шторм був екстратропічним, хвильовим або низьким.
Шаблон:NHC areas affected (Top)
|-
| One || July 23–28 || bgcolor=#c0c0c0|Tropical depression || 35 миля/год (55 км/год) || Not specified || None || None || None || 
|-
| Two || July 27 – August 2 || bgcolor=#c0c0c0|Tropical depression || 35 миля/год (55 км/год) || Not specified || None || None || None ||
|-
| Alicia || August 15–20 || bgcolor=#FF9E59|Category 3 hurricane || 115 миля/год (185 км/год) || 962 hPa (28.41 inHg) || Eastern Texas, Central United States || Шаблон:Ntsp || 21 ||
|-
| Barry || August 23–29 || bgcolor=#FFFFD9|Category 1 hurricane || 80 миля/год (130 км/год) || 986 hPa (29.12 inHg) || Florida, United States Gulf Coast, Mexico || Minor || None ||
|-
| Chantal || September 10–15 || bgcolor=#FFFFD9|Category 1 hurricane || 75 миля/год (120 км/год) || 994 hPa (29.35 inHg) || Bermuda || None || None ||
|-
| Six || September 19–21 || bgcolor=#c0c0c0|Tropical depression || 35 миля/год (55 км/год) || Not specified || None || None || None ||
|-
| Dean || September 26–30 || bgcolor=#c0c0c0|Tropical storm || 65 миля/год (105 км/год) || 999 hPa (29.50 inHg) || Mid-Atlantic, New England, North Carolina, Virginia || Minor || None ||
|-
Шаблон:TC Areas affected (Bottom)

## Дивіться також
- Список атлантичних ураганів
- Сезон атлантичних ураганів
- Тихоокеанський сезон ураганів 1983 року
- Сезон тихоокеанських тайфунів 1983 року
- 1983 рік, сезон циклонів у Північному Індійському океані
- Сезони тропічних циклонів у південній півкулі: 1982–83, 1983–84